# Gà Lakenvelder
Gà Lakenvelder / ˈlɑːkənvɛldər / hoặc gà Lakenfelder là giống gà nội địa của vùng Nordrhein-Westfalen của Đức và các vùng lân cận của Hà Lan. Nó được ghi nhận lần đầu tiên vào năm 1727.

## Lịch sử
Lakenvelder lần đầu tiên được nhập khẩu vào Anh vào năm 1901 và được trưng bày tại Shrewsbury vào năm 1902. Nó được công nhận đạt Tiêu chuẩn Hoàn thiện của Hiệp hội Gia cầm Mỹ năm 1939.
Năm 1854, gà Lakenfelder được giới thiệu dưới tên gọi cũ của chúng là "Jerusalemer". Cái tên "Lakenfelder" cũng được đặt cho các loài gia súc khác, cụ thể là lợn Lakenvelder, vì chúng được đặc trưng bởi màu "Lakenveller" điển hình.
Loài này được phát triển vào thế kỷ 19 từ Totlegern, Campinern và từ gà Zottegemer của Bỉ và được coi là gà dùng cho hai mục đích. Gà trưởng thành bắt đầu đẻ trứng từ tháng thứ 6. Những quả trứng đầu tiên nặng khoảng 35 g và do đó có thể không được sử dụng để ấp.

## Ngoại hình
Đầu, cổ và đuôi của gà Lakenvelder có màu đen, không có đốm, ve hoặc sọc; trang web nội bộ của các bộ trưởng bầu cử và người thứ hai là màu đen. Phần còn lại của giống gà này có màu trắng với màu xanh xám nhạt. Mô hình đen trắng tương tự như màu của giống Lakenvelder của gia súc, có nguồn gốc từ cùng một khu vực.
Giống gà này có mắt màu hạt dẻ tươi sáng hoặc màu đỏ, mỏ có màu tối, mặt và mào màu đỏ tươi, với dái tai màu trắng. Chân có màu trắng xanh lam.

## Ứng dụng
Gà này đẻ tối đa 150 quả trứng mỗi năm, mỗi quả nặng cỡ 50g.

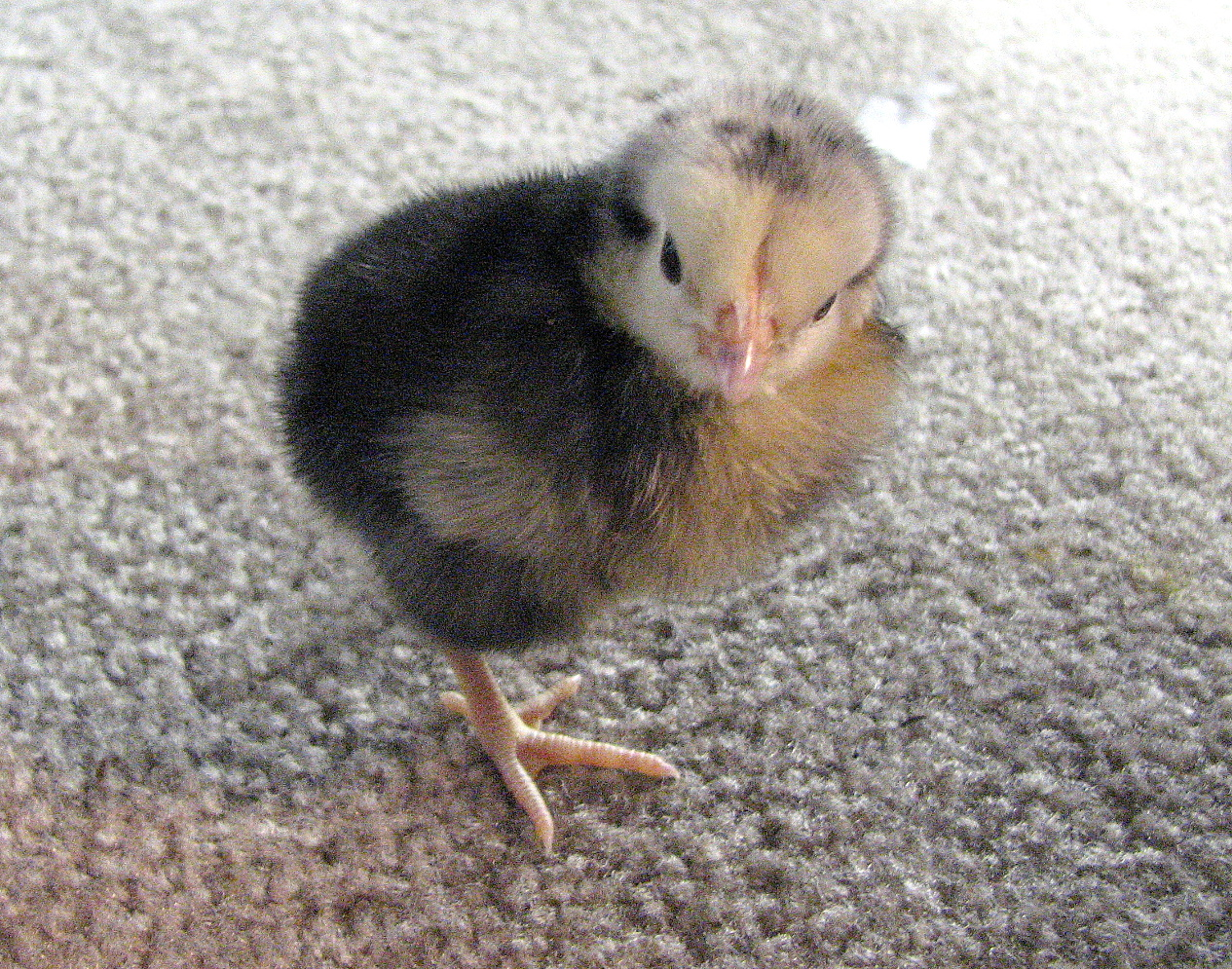
Gà con 3 ngày tuổi
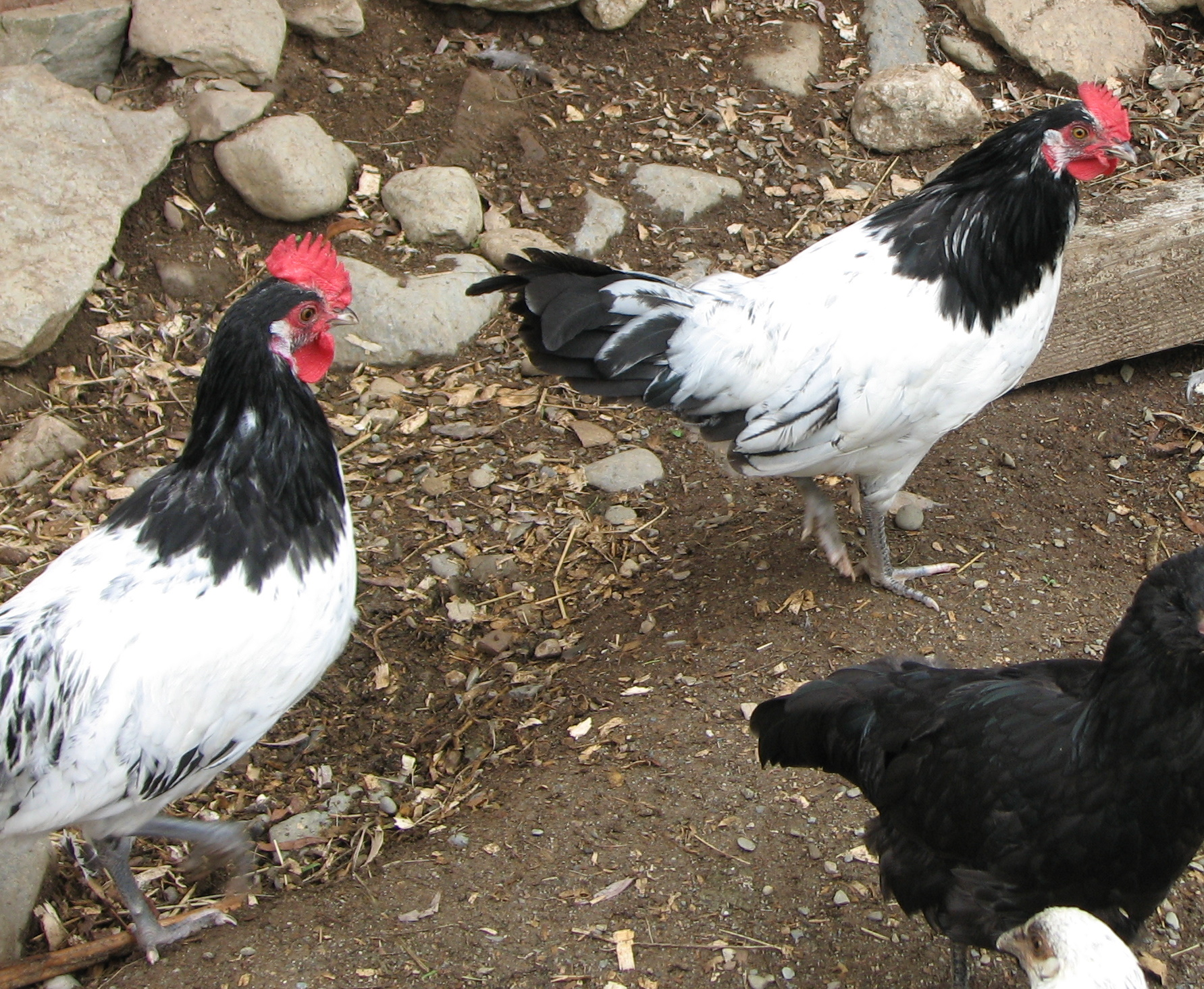
Hai gà trống